# Islam en Eswatini

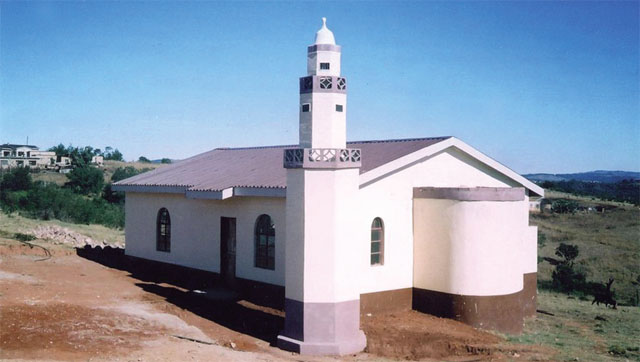
La mosquée de Baitul Hadi, à Hiatikulu

L’islam est une minorité en Eswatini. Les chiffres varient entre 1 % et 10 % de musulmans parmi les Eswatiniens. La religion majoritaire du pays est un christianisme mêlé de religion traditionnelle.
La présence de l'islam dans le pays date vraisemblablement de la période de colonisation britannique, lorsque de nombreux musulmans en provenance d’Afrique du Sud s'établirent en Eswatini voisin. La liberté religieuse existe en droit et en acte dans le pays.